# On Top of Old Smoky
On Top of Old Smoky è un film del 1953 diretto da George Archainbaud.
È un western statunitense a sfondo musicale con Gene Autry.

## Produzione
Il film, diretto da George Archainbaud su una sceneggiatura e un soggetto di Gerald Geraghty, fu prodotto da Armand Schaefer per la Gene Autry Productions e girato a Pioneertown, California, da inizio agosto a metà agosto 1952.

## Distribuzione
Il film fu distribuito negli Stati Uniti dal 25 marzo 1953 al cinema dalla Columbia Pictures.

## Promozione
Le tagline sono:
- GENE'S TOPPING THEM ALL AGAIN! He's singing out the best western ballads - and smoking out The West's worst badmen -- to tame the town that shamed Texas!
- On Top Of All Autry Hits! Watch Gene tame the town that shamed the West!